# Joseph Siffred Duplessis
Joseph Siffred Duplessis, född 22 september 1725 i Carpentras i Vaucluse, död 1 april 1802 i Versailles, var en fransk konstnär.
Duplessis tillhörde en begåvad konstnärssläkt och utvecklade efter grundliga studier i Italien en ansedd verksamhet som porträttör. Han var slutligen anställd vid slottssamlingen i Versailles.